# Fossa inguinalis medialis

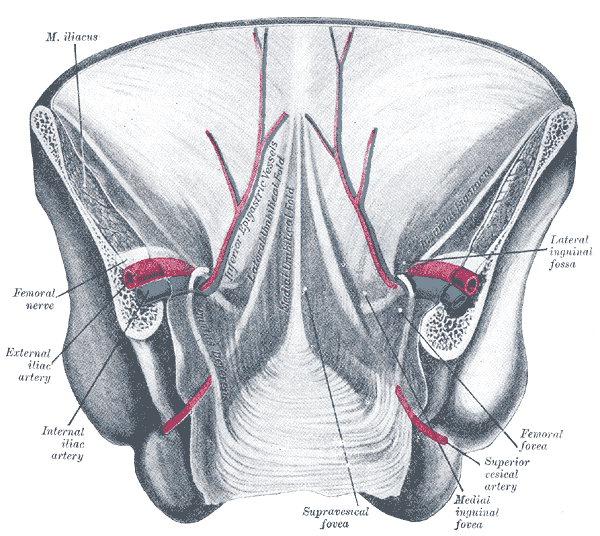
Ansicht auf die innere Bauchwand, die Fossa inguinalis medialis ist als medial inguinal fovea rechts im Bild beschriftet

Die Fossa inguinalis medialis (lateinisch für ‚zur Mitte gelegene Leistengrube‘) ist ein dem äußeren Leistenring (Anulus inguinalis superficialis) gegenüberliegender, muskelfreier Teil der Bauchwand. Sie liegt an der Innenseite der Bauchwand zwischen der Plica umbilicalis medialis (‚zur Mitte gelegene Nabelfalte‘, enthält die obliterierte Nabelarterie) und der Plica umbilicalis lateralis (‚seitliche Nabelfalte‘, enthält die Arteria und Vena epigastrica inferior). Die Bauchwand wird an dieser Stelle nur durch die Fascia transversalis und dem Bauchfell gebildet.
Die Fossa inguinalis medialis stellt die schwächste Stelle der vorderen Bauchwand dar und ist daher eine häufige Lokalisation für einen Leistenbruch. Die Fossa inguinalis medialis stellt dabei die innere Bruchpforte eines direkten Leistenbruchs dar. Zum einen ist hier keine Bauchmuskulatur ausgebildet, zum anderen hat die ihr außen anliegende Aponeurose des Musculus obliquus externus abdominis durch die Teilung in zwei Schenkel (Crus laterale und mediale) eine Lücke, den äußeren Leistenring. Innerhalb der Fossa inguinalis medialis liegt das Hesselbach-Dreieck.